# Рояте
Роя̀те (на италиански: Roiate) е село и община в Централна Италия, провинция Рим, регион Лацио. Разположено е на 697 m надморска височина. Населението на общината е 770 души (към 2010 г.).